# Cruce de destinos
Cruce de destinos es una película de George Cukor. El guion de esta película está obtenido de la novela de John Masters denominada (Bhowani Junction).

## Argumento
En la India se vive un ambiente prerrevolucionario y a un destacamento británico se le asigna la función de asegurar un enclave ferroviario. Para hacerlo, será imprescindible la colaboración de una muchacha británica, hija de un militar británico y de una mujer india.

## Otros créditos
- Nacionalidad: Estados Unidos, Gran Bretaña
- Productora:Metro-Goldwyn-Mayer
- Color: Eastmancolor
- Sonido: Western Electric Sound System
- Dirección artística:  Gene Allen y John Howell
- Montaje: George Boemler y Frank Clarke
- Sonido: A.W. Watkins
- Efectos especiales: Tom Howard
- Diseño de vestuario: Elizabeth Haffenden
- Maquillaje: Charles E. Parker (maquillaje) y Pearl Tipaldi (peluquería).

## Premios
- Ava Gardner estuvo nominada en los BAFTA en la categoría de mejor actriz extranjera.
- El director de fotografía Freddie Young recibió la reprobación de la sociedad británica de cinematografía al ser nominado en la categoría de peor remake.

## Galería fotográfica

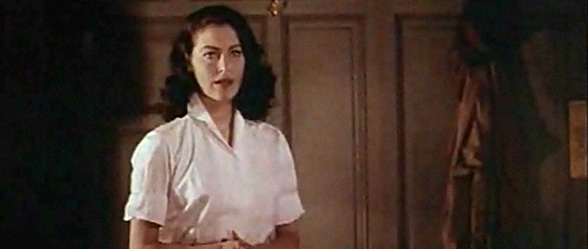
Ava Gardner
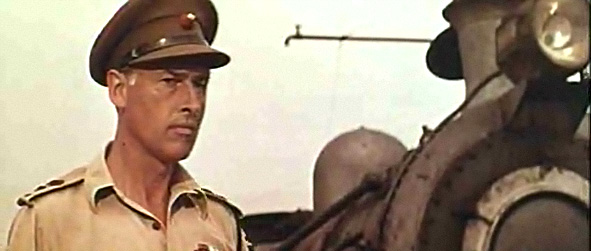
Stewart Granger
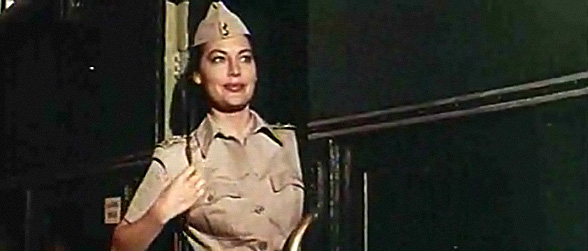
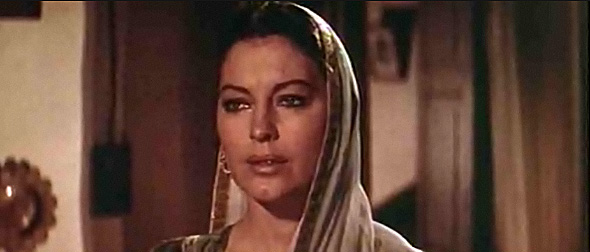
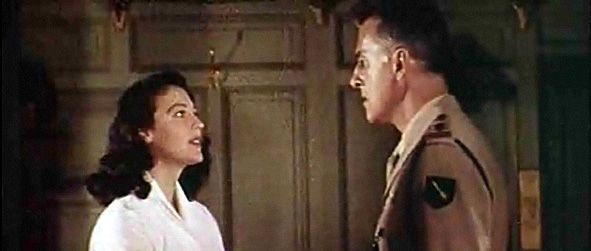
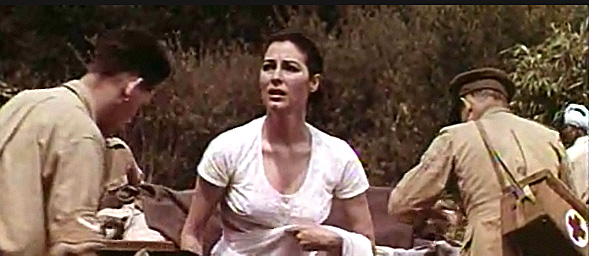
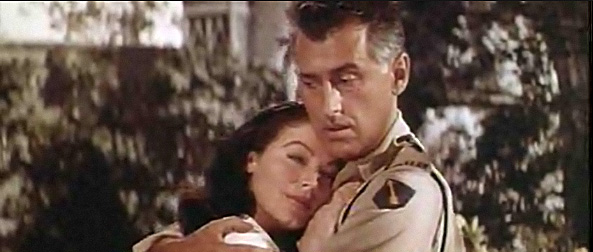
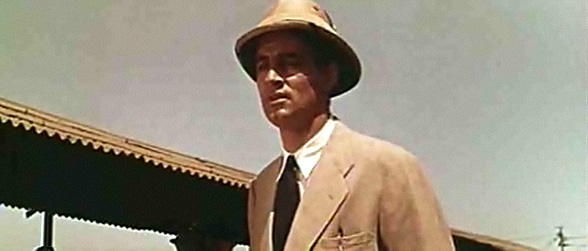
Bill Travers